# Tantilla tritaeniata
Espèce
Statut de conservation UICN

 CR B1ac(iv) : 
En danger critique
Tantilla tritaeniata  est une espèce de serpents de la famille des Colubridae.

## Répartition
Cette espèce est endémique des îles de la Baie au Honduras.

## Publication originale
- Smith & Williams, 1966 : A new snake (Tantilla) from Las Islas de la Bahia, Honduras. Southwestern Naturalist, vol. 11, p. 483-487.